# Wilhelm Molterer
Wilhelm Molterer (Steyr, Alta Àustria 1955)
Fou president del Partit Popular d'Àustria (ÖVP), i fou Vice Canceller d'Àustria des del 2007 fins al 2008.

## Biografia
Va néixer el 14 de maig de 1955 a Steyr a la regió de l'Alta Àustria. Va realitzar els seus estudis al Col·legi d'Agricultura de Sankt Florian, i més tard va estudiar economia a la Universitat de Linz, on va graduar-se el 1974.
El 1980 va afiliar-se al Partit Popular d'Àustria (ÖVP). Des de 1981 a 1984 va estar a l'Associació de Granjers d'Àustria. El 1987 va treballar al Ministeri d'Agricultura, per sota dels ministres Josef Riegler i Franz Fischler. El 29 de novembre de 1994 el Cenceller Franz Vranitzky el nomenà Ministre d'Agricultura, en substitució de Jürgen Weiss. Va ocupar aquest càrrec durant nou anys, per tant va estar en diferents governs. El 28 de febrer de 2003, abandonà el Ministeri per convertir-se en cap del grup parlamentari de l'ÖVP, càrrec que ocupà fins al 2007.

## Vicecanceller d'Àustria (2007-2008)
Després de les eleccions legislatives de l'1 d'octubre de 2006, donant la victòria al SPÖ, però amb majoria insuficient per governar, van veure's obligats a fer un govern de gran coalició, i des de l'11 de gener de 2007, exerceix de Vice Canceller d'Àustria. El 7 de juliol de 2008 va abandonar la coalició de govern i van convocar eleccions anticipades. Molterer es va presentar com a candidat a la Cancelleria, però aquestes eleccions les va guanyar el SPÖ, i el seu candidat, Werner Faymann esdevingué nou Canceller.
Després de la derrota, el 29 de setembre de 2008 presentà la dimissió com a president del seu partit, i el 2 de desembre de 2008 abandonà els càrrecs del govern. Fou succeït als dos càrrecs per Josef Pröll.